# 陰森林
是一部2004年的美国心理驚悚電影，由禮切·沙也馬蘭編劇、監製及執導，並由華堅·馮力士、艾哲倫·保迪、拜絲·黛麗·侯活、威廉·赫特、薛歌妮·韋花和布蘭頓·葛利森主演。本片是關於一個小鎮，其居民與森林裡不知名的生物共同生活著，那些居民嘴上不說，但那些怪物其實是他們心裡很大的陰影。

## 演員
- 華堅·馮力士 飾 Lucius Hunt
- 拜絲·黛麗·侯活 飾 Ivy Elizabeth Walker
- 艾哲倫·保迪 飾 Noah Percy
- 威廉·赫特 飾 Edward Walker
- 薛歌妮·韋花 飾 Alice Hunt
- 布蘭頓·葛利森 飾 August Nicholson
- 切利·瓊斯 飾 Mrs. Clack
- 賽莉亞·威斯頓（英语：Celia Weston） 飾 Vivian Percy
- 法蘭克·科里森（英语：Frank Collison） 飾 Victor
- 珍妮·阿特金森（英语：Jayne Atkinson） 飾 Tabitha Walker
- 茱蒂·葛瑞兒 飾 Kitty Walker
- 法蘭·克南茲（英语：Fran Kranz） 飾 Christop Crane
- 利茲·施陶泊（英语：Liz Stauber） 飾 Beatrice
- 米高·彼特 飾 Finton Coin
- 謝西·艾辛堡 飾 Jamison
- 禮切·沙也馬蘭 飾 Jay
- 查理·霍夫海默（英语：Charlie Hofheimer） 飾 Kevin Lupinski

## 外部連結
- 互联网电影数据库（IMDb）上《The Village》的资料（英文）
- AllMovie上《The Village》的资料（英文）
- 爛番茄上《The Village》的資料（英文）
- American Cinematographer Magazine, August 2004. （页面存档备份，存于） Interview with Roger Deakins on The Village's cinematography.
- "Disney and Shyamalan in your back yard" - Website by a local resident describing the filming of The Village in Chadds Ford, Pennsylvania.
- The Woods unspecified draft script for The Village （页面存档备份，存于）